# Rosa cuneicarpa
Rosa cuneicarpa är en rosväxtart som beskrevs av Anatol I. Galushko, Amp; Bagath. och Buzunova. Rosa cuneicarpa ingår i släktet rosor, och familjen rosväxter. Inga underarter finns listade i Catalogue of Life.